# 国防園
国防園（こくぼうえん）は、中華人民共和国江蘇省南京市鼓楼区の清涼門の北に位置する公園。
1991年3月に国防教育、国防意識の向上を目的として南京市人民政府の決定により建設が開始され、人民解放軍の協力により1992年7月30日に開園。開園以来の入園者は300万人以上となっており南京市民の憩いの場である。公園ではあるが国防という名称の通り公園内にはT-34などの兵器が展示され来園者が展示兵器を身近に触れられるようになっている。公園内からは三国時代の遺跡石頭城に登ることができる。

## ギャラリー

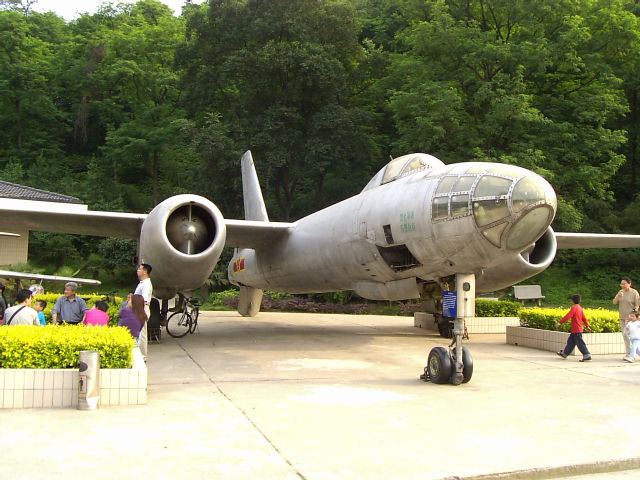
旧ソ連のIl-28爆撃機を基に作られたH-5爆撃機
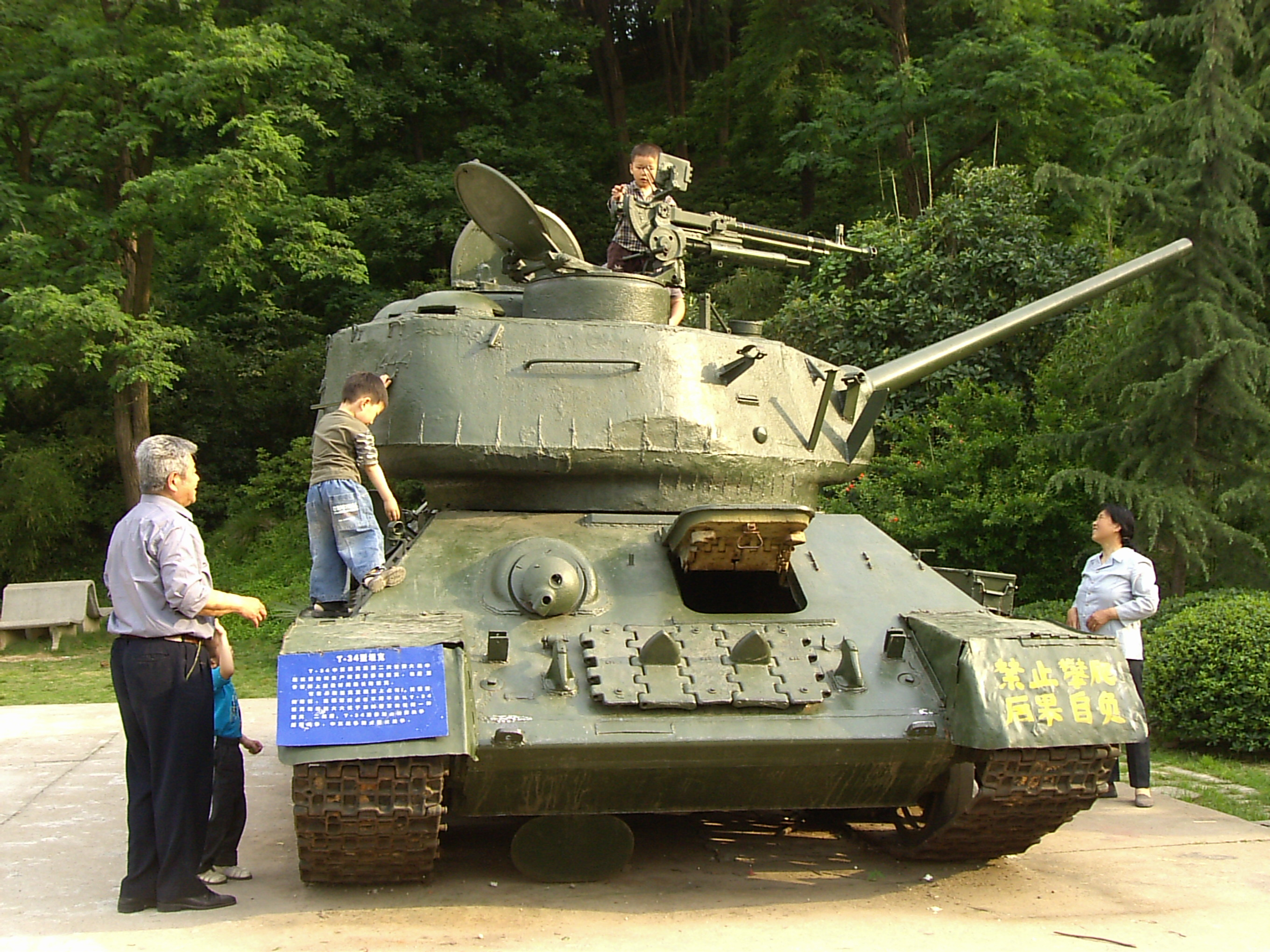
T-34
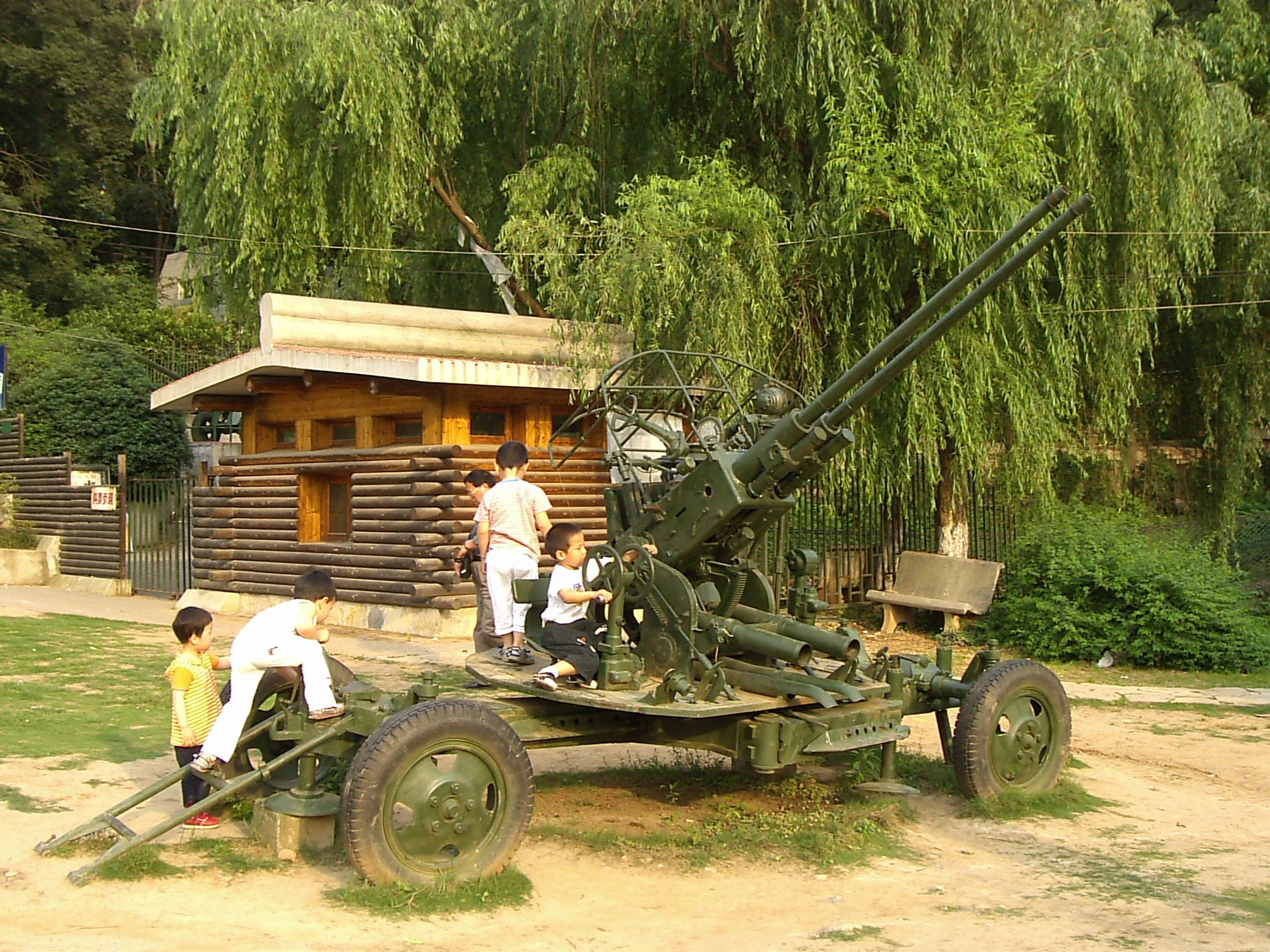
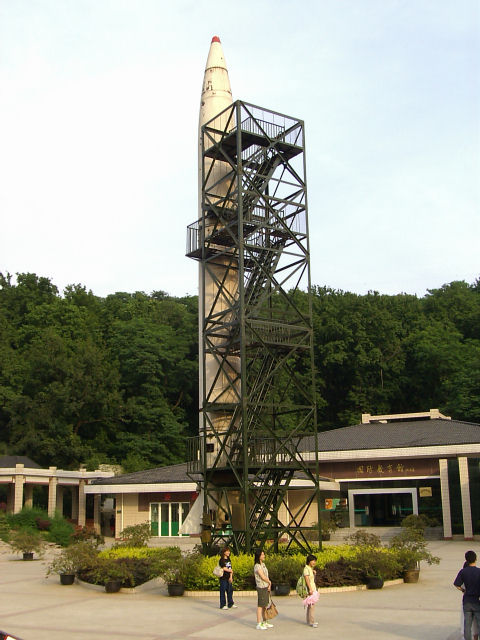
弾道ミサイルDF-2A
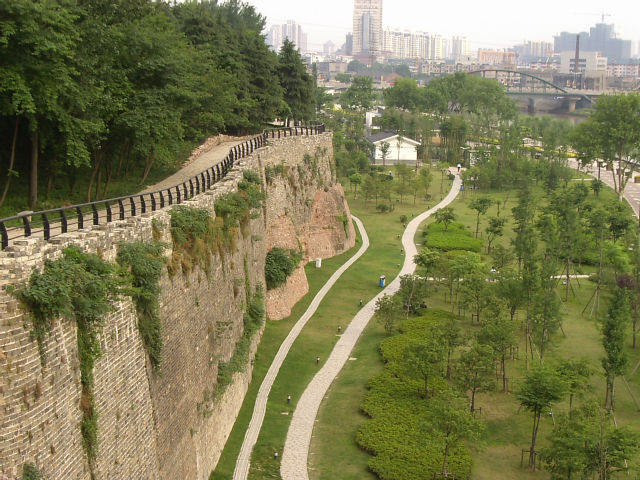
城壁

## 入園料
6元（2004年現在）
座標: 北緯32度03分12秒 東経118度44分59秒 / 北緯32.05334度 東経118.74969度